# اس‌اس ادمیرال
اس‌اس ادمیرال (به انگلیسی: SS Admiral) یک کشتی بود که طول آن ۳۷۴ فوت (۱۱۴ متر) بود. این کشتی در سال ۱۹۴۰ ساخته شد.